# Rio Berești
O Rio Bereşti é um rio da Romênia afluente do Rio Tazlău, localizado no distrito de Bacău.